# 蔡義

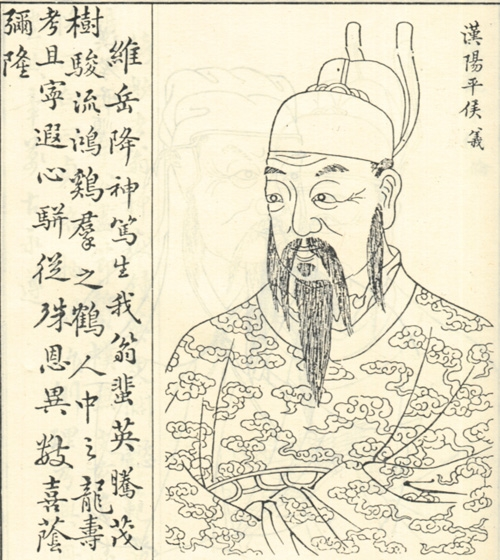
蔡義

蔡義（前150年代—前71年）為西汉河內郡温县人，蔡義早年家貧，後來因替汉昭帝解說《诗经》獲其賞識，而升遷為光祿大夫、給事中與少府等職，前75年，蔡義接替楊敞為御史大夫，當楊敞在前74年去世後，蔡義繼任丞相，封陽平侯。當時他已高齡八十多歲。前71年6月，蔡義病逝，谥号「節」。

## 生平
蔡義因通曉經術而供職於大將軍霍光幕府內，其家中窮困，經常徒步而行，貧寒不能備禮，後來有好事者湊錢給蔡義買了一輛牛車，讓他乘坐。幾年後，蔡義補官為覆盎城門門候。
許久之後，朝廷下詔尋求能精通《韓詩》者，而蔡義等待傳詔，過了很久仍沒能進見皇帝。蔡義為此上疏說：「臣是山東田野的平民，德行才智沒有什麼可以和別人相比之處，容貌也趕不上眾人，但卻沒有拋棄人倫，是因為我私下向先師學習了道義，託身於經術。希望陛下賜予清靜安閒之處，讓臣得以把關於經義的精細思考全部奉獻出來。」漢昭帝在召見蔡義讓他講論《诗经》後感到很滿意，蔡義因此被提拔為光祿大夫、給事中，進宮教授漢昭帝。幾年後，被任命為少府，又遷升御史大夫，接替楊敞為丞相，封陽平侯。後因決策安定宗庙的功勞而增加封賞，加賜黃金二百斤。
蔡義當丞相時已經高齡八十多歲，身材矮小，沒有鬍鬚，眉毛也脫落了，容貌像老婦人一般，走路彎腰曲背，常常需要兩名屬吏扶持才能行走。當時大將軍霍光執政，議事者當中有人說霍光設置丞相不選擇賢才，草率任用可以由他宰制的人。霍光聽到這種議論後，對侍中、左右隨從官員及屬吏們說：「我認為皇帝的老師應當做宰相，這怎麼能說不是選擇賢才呢？此種議論不能讓天下人聽到」。
蔡義在擔任宰相四年後逝世，諡號「節」，他沒有兒子，死後封爵被廢除。

## 延伸閱讀
[在维基数据编辑]
 《漢書·卷066》，出自班固《漢書》

| 前任： 楊敞 | 西汉御史大夫 前75年－前74年 | 繼任： 田廣明 |
| 前任： 楊敞 | 西汉丞相 前74年－前71年     | 繼任： 韦贤   |